# Martin Wagner (calciatore)
Martin Wagner (Offenburg, 24 febbraio 1968) è un ex calciatore e procuratore sportivo tedesco.

## Palmarès

### Club

#### Competizioni nazionali
- Coppa di Germania: 1

Kaiserslautern: 1995-1996
- Zweite Bundesliga: 1

Kaiserslautern: 1996-1997
- Campionato tedesco: 1

Kaiserslautern: 1997-1998